# اسعد بن مماتی
اسعد بن مَمّاتی لقب‌گرفته به ابوالمکارم (۱۱۴۹- ۱۲۰۹) مقام‌دار ایوبی، ادیب، شاعر و نویسنده مصری در نیمهٔ دوم سدهٔ ششم هجری بود که نزد شیرکوه به دین اسلام درآمد و زندگی‌نامه صلاح‌الدین ایوبی و کلیله و دمنه را به نظم درآورد.

## آثار
- کتاب سرّ الشعر و علم النثر
- الشیء بالشیء یذکر
- الفافوش فی أحکام قراقوش
- قرقرة الدجاج فی الفاظ ابن الحجاج
- لطائف الذخیرة لابن بسام
- سیرة صلاح‌الدین الأیوبی
- کَرَم النِجار فی حفظ الجار
- قرص العتاب